# 勃艮第语 (日耳曼语)
勃艮第语是公元5世纪前高卢东南部勃艮第人使用的一种已灭绝语言，属东日耳曼语支。今人对勃艮第语所知甚少，只有几个人名留了下来。该地区的现代语言中有些词似乎源自古勃艮第语，但很难把它们与其他来源的日耳曼词汇区别开来。许多人推测勃艮第语对法兰克-普罗旺斯方言有影响。